# Chavvenahalli, Malur
Chavvenahalli là một làng thuộc tehsil Malur, huyện Kolar, bang Karnataka, Ấn Độ.